# Adolf Kottmeier

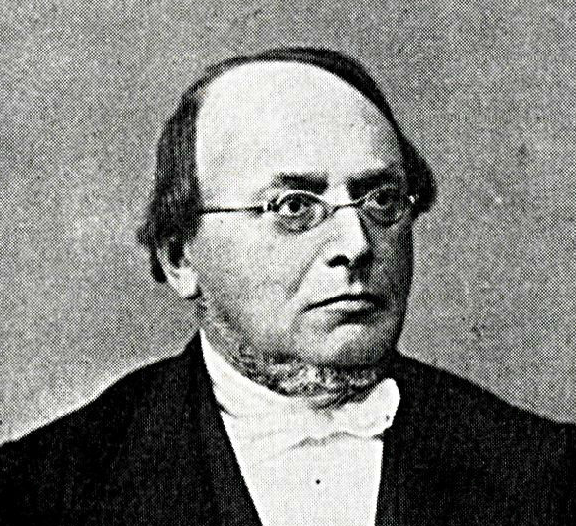
Adolf Kottmeier

Adolf Wilhelm August Kottmeier (* 22. Juli 1822 in Lamstedt; † 8. Januar 1905 in Buxtehude) war ein deutscher evangelisch-lutherischer Pastor und Gründer sowie erster Leiter der heutigen Rotenburger Werke der Inneren Mission. 

## Leben
Kottmeier kam als Sohn des Pfarrers August Julius Friedrich Kottmeier (1794–1871) und dessen Ehefrau Wilhelmine Elise (Minna) geb. Jäger (1803–1881), einer Nachfahrin des Johann Hinrich Pratje, in Lamstedt zur Welt. Erzogen wurde er von seinem Großvater Adolph Georg Kottmeier. In Bremen und Stade besuchte er das Gymnasium.
Nach seinem Studium der Theologie in Halle, Berlin und Göttingen etablierte er eine höhere Knabenschule in Scharmbeck, ehe er im Jahr 1851 Konrektor und bald darauf Rektor der höheren Bürgerschule in Buxtehude wurde. In Zeven war er von 1862 bis 1874 Pfarrer, wo er die Renovierung der St.-Viti-Kirche erwirkte.
Anschließend ging Kottmeier als Superintendent nach Rotenburg (Wümme), wo er das noch heute existierende Gebäude der Superintendentur bewohnte. Nachdem er auf ein epileptisches Kind aufmerksam wurde, gründete er mit weiteren Männern der Gemeinde einen „Verein zur Pflege Epileptischer“, aus dem 1880 eine Einrichtung entstand, die heutigen Rotenburger Werke der Inneren Mission, deren erster Leiter er wurde. Die Werke wuchsen schnell, so dass einige Pfarrer zur Unterstützung in den Ort kamen. Aufgrund der geschaffenen Strukturen gründeten auch die Hamburger Bethesda-Schwestern 1905 ein Mutter- und Krankenhaus, das jetzige Agaplesion Diakonieklinikum Rotenburg, welches bis heute parallel zu den Rotenburger Werken der Inneren Mission besteht.
1897 wurde Kottmeier in den Ruhestand versetzt. Er verbrachte seinen Lebensabend in Buxtehude, wo er am 8. Januar 1905 verstarb. In Rotenburg und Buxtehude sind Straßen nach ihm benannt.
Aus erster Ehe mit Anna Dorothea Wilhelmine geb. Uhlhorn (1829–1856) überlebte die Tochter Martha das Kindesalter (* 1855 in Buxtehude; † 1934 daselbst), aus zweiter Ehe mit Elisabeth geb. Rademacher (1839–1917) die vier Kinder Sophia verh. Fellmer (* 1860 in Buxtehude; † 1947 in Blankenburg (Harz)), Adolf (* 1862 in Zeven; † 1937 in Hildesheim), Frieda verh. Brockmann (* 1870 in Zeven; † 1945 in Hildesheim) und Helene verh. Wischmann (* 1872 in Zeven; † 1959 in Rotenburg), Mutter des Adolf Wischmann.